# Ludovic Obraniak
Ludovic Joseph Obraniak, född 10 november 1984 i Longeville-lès-Metz, Frankrike, är en polsk fotbollsspelare som spelar för franska AJ Auxerre och Polens fotbollslandslag.
Han var uttagen i Polens trupp vid fotbolls-EM 2012.